# Найсильніша людина Німеччини
Найсильніша Людина Німеччини (нім. Stärkster Mann Deutschlands) — щорічне змагання серед ломусів що проводиться на теренах Німеччини з 1994 року. Безумовна перевага серед володарів титулом переможців володіє Гайнц Оллеш який зміг підкорити п'єдестал 12 разів.

## Таблиця що до участі
| Рік  | Переможець        | 2 місце         | 3 місце         |
| ---- | ----------------- | --------------- | --------------- |
| 1994 | Гайнц Оллеш       |                 |                 |
| 1995 | Гайнц Оллеш       |                 |                 |
| 1996 | Гайнц Оллеш       |                 |                 |
| 1997 | Гайнц Оллеш       |                 |                 |
| 1998 | Гайнц Оллеш       |                 |                 |
| 1999 | Гайнц Оллеш       |                 |                 |
| 2000 | Гайнц Оллеш       |                 |                 |
| 2001 | Гайнц Оллеш       | Мартін Мугр     | Карстен К'юн    |
| 2002 | Гайнц Оллеш       |                 |                 |
| 2003 | Гайнц Оллеш       |                 |                 |
| 2004 | Гайнц Оллеш       |                 |                 |
| 2005 | Дітер Зейденкранц | Франц Мюллнер   | Дітмар Зінт     |
| 2006 | Гайнц Оллеш       | Флоріан Трімпл  | Кнут Гандке     |
| 2007 | Ігор Вернер       | Флоріан Трімпл  | Райк Зойме      |
| 2008 | Тобіас Іде        | Ігор Вернер     | Йенс Тамм       |
| 2009 | Флоріан Трімпл    | Тобіас Іде      | Штеффен Гайн    |
| 2010 | Ігор Вернер       | Патрік Бабум'ян | Роберт Генріх   |
| 2011 | Патрік Бабум'ян   | Даніель Вільдт  | Антон Шимке     |
| 2012 | Тімо Рюдіґер      | Матиуш Скрентни | Патрік Бабум'ян |
| 2013 | Даніель Вільдт    | Роберт Генріх   | Патрік Бабум'ян |